# Port Barcelona
Port Barcelona (hisz. Puerto de Barcelona, kat. Port de Barcelona) – port morski w Barcelonie, w północno-wschodniej Hiszpanii, nad Morzem Śródziemnym.
Jest to największy port Katalonii, trzeci pod względem wielkości port w Hiszpanii (po Walencji i Algeciras) i jeden z największych portów w Europie oraz w basenie Morza Śródziemnego, przeładowujący ponad 60 milionów ton, oraz około 3 miliony kontenerów rocznie. Port Barcelona jest również jednym z największych portów wycieczkowych Europy, w 2017 roku obsłużył 4 136 999 pasażerów. Port jest zarządzany przez Port Authority of Barcelona. Ma powierzchnię ponad 10 km² i składa się z kilku części.

## Części portu

### Port Vell

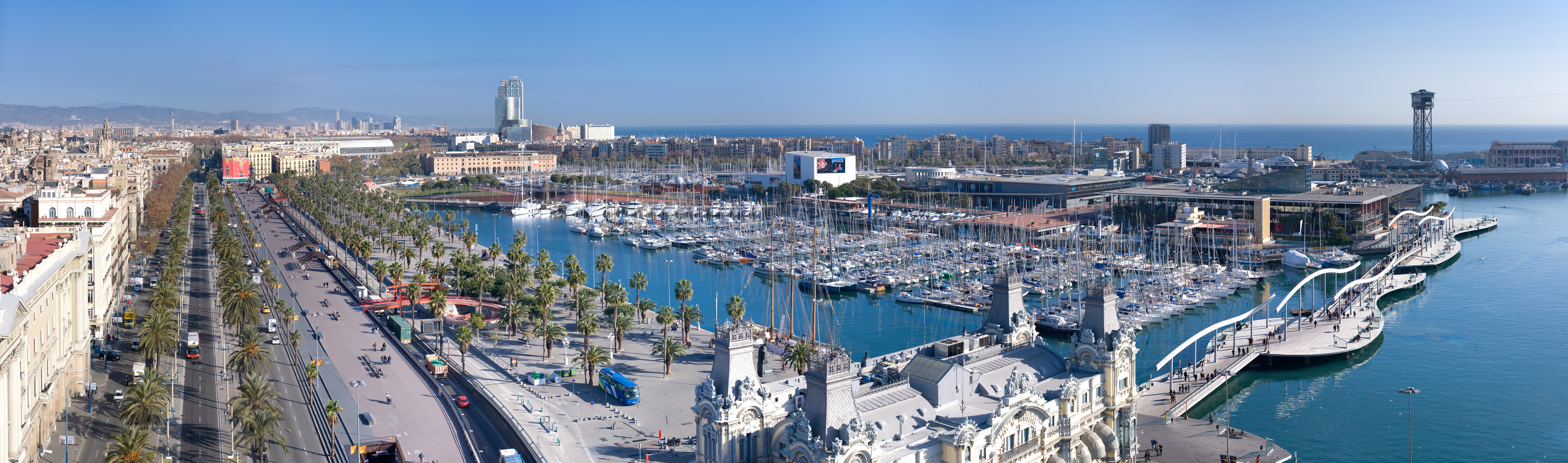
Port Vell w zimie, widziany ze szczytu pomnika Krzysztofa Kolumba.

Port Vell obejmuje przystań, porty jachtowe, port rybacki, stację promów morskich dla podróżujących do Balearów i innych miejsc w basenie Morza Śródziemnego, przylega do portu przemysłowego. W centralnej części położone jest "Maremagnum" centrum handlowe, multikino, IMAX. Znajduje się tu także największe akwarium i oceanarium w Europie - L'Aquarium de Barcelona, zawierające 8000 ryb w tym 11 rekinów w basenach wypełnionych 4 milionami litrów wody morskiej, które można oglądać m.in. z 80 metrowego podwodnego szklanego tunelu. Obok obszaru Maremagnum istnieje "Golondrines", usługi małych statków oferujące krótkie wycieczki. Znajduje się tu również Barcelońska Stocznia Królewska (Atarazanas Reales de Barcelona) - historyczna stocznia, obecnie mieści się tu Muzeum Morskie w Barcelonie. Budowa rozpoczęła się w XIII wieku pod rządami Piotra III z Aragonii. Podczas wykopalisk stwierdzono, że obecny budynek muzeum został zbudowany w XVI wieku na szczycie starej średniowiecznej stoczni, obok znaleziono też rzymski cmentarz.

### Free Port
Port przemysłowy jest na południu kompleksu, i zawiera Free Port i Zona Franca de Barcelona, bezcłowy park przemysłowy i strefę wolnego handlu.

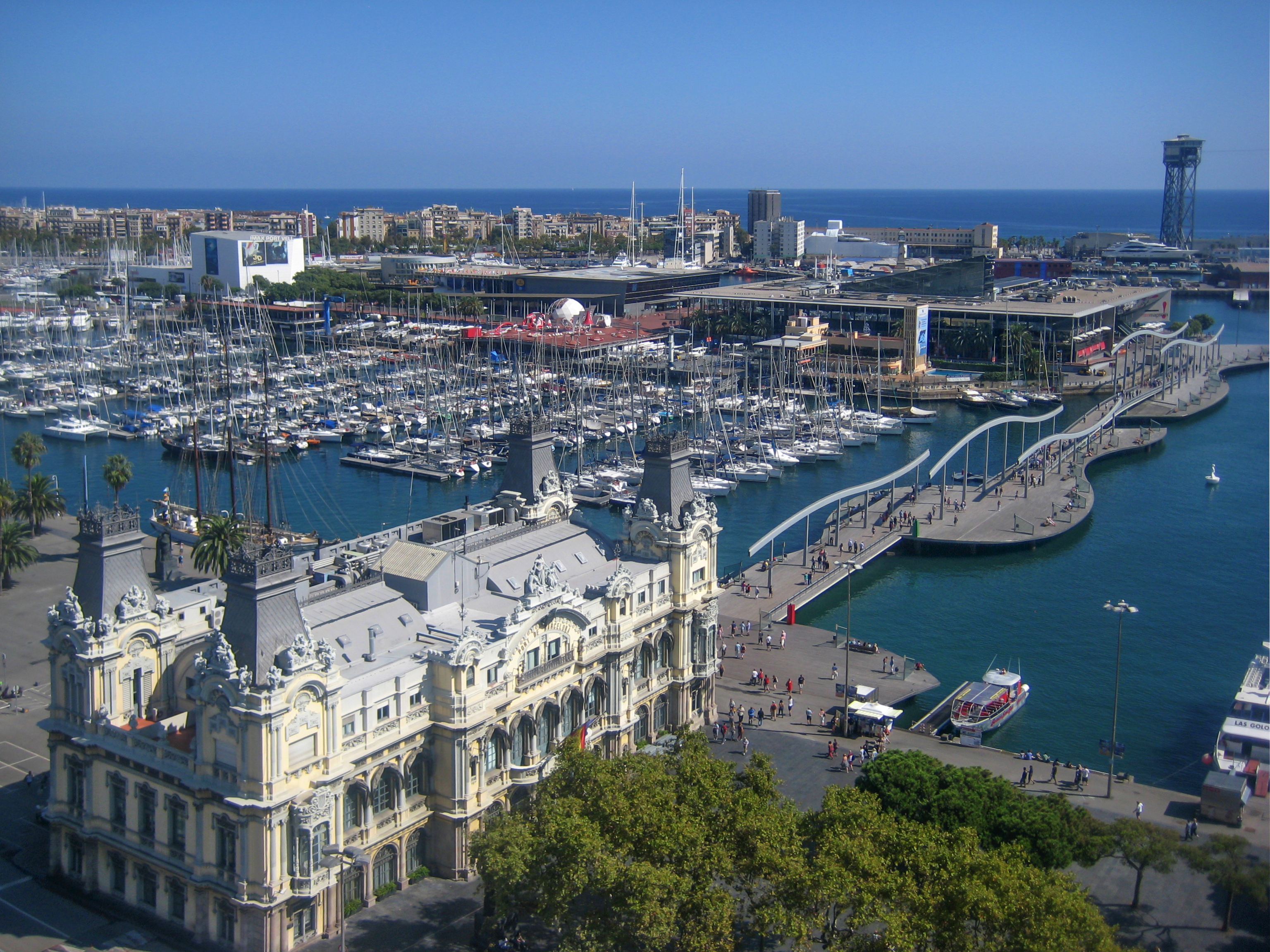
Port Olímpic.

### Port Olímpic
Port Olímpic (Port Olimpijski) - port jachtowy (marina) na którym znajdują się również obiekty handlowo-usługowe np. kasyna. Znajduje się tu także szkółka żeglarska. Pierwotnie zbudowany jako część wioski olimpijskiej, rozgrywano tu zawody żeglarskie podczas Igrzysk Olimpijskich w 1992 roku.

### Terminale pasażerskie

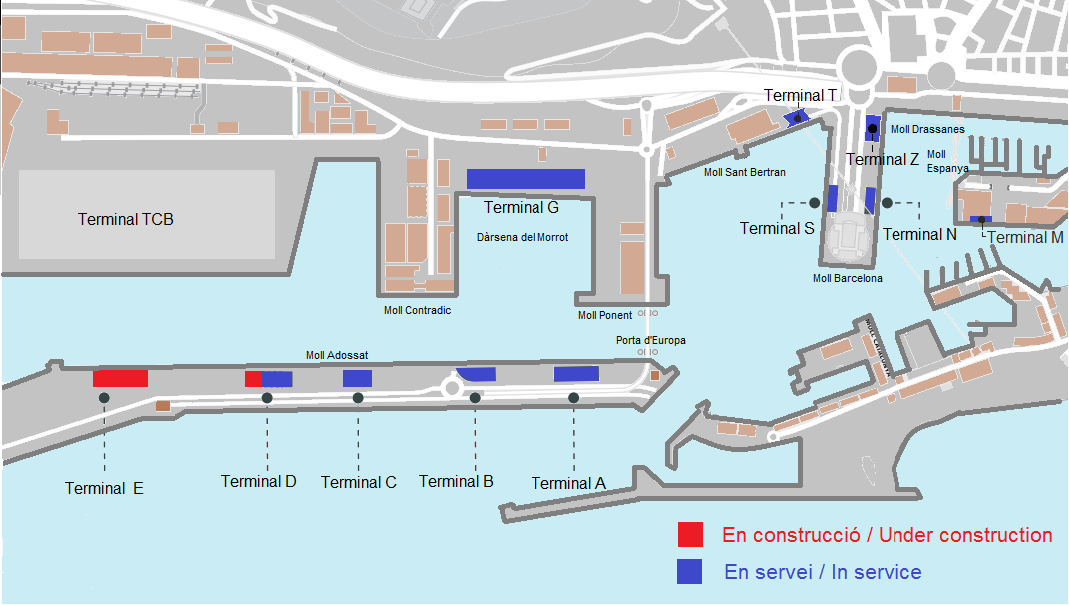
Terminale pasażerskie Portu Barcelona.

Port w Barcelonie ma 10 terminali pasażerskich (terminale A, B, C, D, E, G, N, S, T, Z)  rozłożone pomiędzy Adossat Moll, Moll de Barcelona, Moll Moll d'Espanya i de Sant Bertra, z czego sześć to międzynarodowe terminale wycieczkowe. W 2016 roku terminal E będzie siódmym międzynarodowym terminalem. Terminale pasażerskie Portu Barcelona w 2017 roku obsłużyły prawie 4,2 miliona pasażerów.